# Sylwia Bujak-Boguska
Sylwia Bujak-Boguska (ur. 17 października 1893 – ?) – działaczka feministyczna i niepodległościowa.

## Życiorys
Uczestniczka strajku szkolnego (1905). Należała do Organizacji Młodzieży Narodowej ("Pet), współorganizowała Związek Strzelecki.
Podczas I wojny światowej działała w Lidze Kobiet Pogotowia Wojennego, Polskiej Organizacji Wojskowej i Kole Pomocy dla Legionistów. W 1917 została członkinią Centralnego Komitetu Równouprawnienia Kobiet Polskich. W 1918 uczestniczka Zjazdu Kobiet Polskich.
Prawniczka, sędzia Sądu Grodzkiego w Warszawie. W okresie międzywojennym pracowała jako sekretarka w organizacji Pomoc Górnoślązakom. Od początku istnienia członek zarządu (1919-1930) a następnie wiceprzewodniczącą (1931-1939) Klubu Politycznego Kobiet Postępowych. W 1922 współorganizatorka Komitetu Wyborczego Kobiet Polskich, kandydowała wówczas bezskutecznie do Sejmu z listy nr 19 (Unia Narodowo-Państwowa). Od 1927 reprezentowała Klub na forum Petite Entente des Femmes (Małej Ententy Kobiet). Członek prezydium i wiceprzewodnicząca Komitetu Wyborczego Kobiet Polskich (1927). Od 1928 działaczka Związku Pracy Obywatelskiej Kobiet, gdzie m.in. pracowała w Wydziale Spraw Kobiecych i Wydziale Prasowym Uczestniczyła w redakcji organów prasowych ZPOK dwutygodnika „Praca Obywatelska” (1928–1939) oraz tygodnika „Prosta Droga” (1930–1939). Współpracowała także z innymi gazetami, w których zamieszczała teksty propagujące idee emancypacji kobiet, m.in. w „Gazecie Chłopskiej”.
Podczas okupacji należała do Armii Krajowej.

## Odznaczona
Medal Niepodległości (27 czerwca 1938)

## Rodzina
Córka Aleksandra Boguskiego. W 1924 wyszła za mąż za właściciela wzorcowego gospodarstwa sadowniczego pod Zawichostem i posła na Sejm Antoniego Bujaka (1891-1945). Mieli córkę Hannę Ewę (ur. w 1925), żołnierza AK.